# Balleza
Balleza é um município do estado de Chihuahua, no México.